# بكة

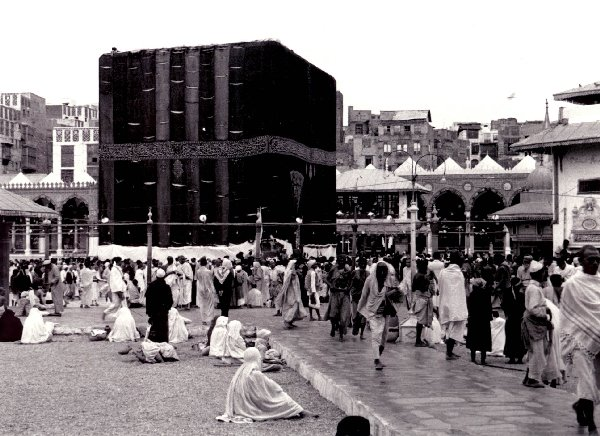
الكعبة المشرفة في مكة.

بَكّة هو مكان مذكور في سورة 3 (سورة آل عمران)، آية 96 من القرآن الكريم
وفقًا للعلماء المُسلمين، تعتبر بكة اسمًا قديمًا لمكة المكرمة، المدينة الإسلامية المقدسة. (استخدمت كلمة مكة مرة واحدة فقط في القرآن في الآية 48:24 («وَهُوَ الَّذِي كَفَّ أَيْدِيَهُمْ عَنكُمْ وَأَيْدِيَكُمْ عَنْهُم بِبَطْنِ مَكَّةَ مِن بَعْدِ أَنْ أَظْفَرَكُمْ عَلَيْهِمْ وَكَانَ اللَّهُ بِمَا تَعْمَلُونَ بَصِيراً»))
يعتقد معظم المسلمين أن مكة وبكة مرادفات لبعض، ولكن بالنسبة للعلماء المسلمين هناك تمييز: تشير بكة إلى الكعبة والموقع المقدس المحيط بها، في حين أن مكة المكرمة هي اسم المدينة التي توجد بها بكة ومكة.
وفقًا للسان العرب لابن منير، تم تسمية موقع الكعبة ومحيطها "بكة" بسبب الازدحام في المكان. إن الفعل العربي (بَكَّ) يعني الزحام كما في السوق. ويجب عدم الخلط بينه وبين الفعل العربي الآخر (بَكَى) الذي يعني البكاء.

## بكة ومكة
بكة هو الاسم القديم لموقع مكة. كلمة باللغة العربية، أصلها غامض مثل كلمة مكة.
أحد المعاني المنسوبة إليه هو «الضيق»، يُنظر إليه على أنه وصف للمنطقة التي يقع فيها وادي الأماكن المقدسة ومدينة مكة المكرمة، حيث يتم الضغط عليه كما هو الحال في الجبال. يُعتقد على نطاق واسع أنه مرادف لمكة المكرمة ويُقال إنه الاسم الأكثر تحديدًا للوادي الموجود فيه بينما يستخدمه المسلمون عمومًا للإشارة إلى المنطقة المقدسة للمدينة التي تحيط بالكعبة وتضمها على الفور.

## وادي بكا
عبارة وادي بكا باللغة العبرية هي (عمق هبكا עמק הבכא). الترجمة الحرفية للاسم العبري هي «وادي البكا (شجرة)»، على الرغم من أن الترجمة اليونانية القديمة افترضت أن الكلمة مماثلة لكلمة «البكاء» وترجمت (ἐν τῇ ιλάδιοιλάδι ῦοῦ κλαυθμῶνος «وادي الحداد»). ويرتبط نفس الكلمة العبرية בכא مع المعركة الشهيرة في 2 صموئيل 5: 23-24 في وادي الرفائيين، حوالي 4-7 كيلومترات جنوب غرب في وقتنا الحاضر البلدة القديمة في القدس. يُنصح ديفيد بإشراك الفلسطينيين في المعركة عندما يسمع صوت المسيرة في أشجار بكا (المترجمة «أشجار التوت» في نسخة الملك جيمس، على الرغم من أن الشجرة المحددة التي يشير إليها غير معروفة - تشير العديد من الترجمات الحديثة «شجرة البلسم»).

## روابط خارجية
- موقع مكة وباكا الإسلامي